# Zeng Guoqiang
Zeng Guoqiang (chiń. 曾国强; ur. 18 marca 1965 w Shilong, prefektura Dongguan) – chiński sztangista.

## Biografia
Zeng Guoqiang rozpoczął podnoszenie ciężarów w lokalnej szkole sportowej w 1976. Do kadry narodowej dołączył w 1983. Startował w wadze muszej (do 52 kg) oraz koguciej (do 56 kg). Był pierwszym w historii chińskim złotym medalistą olimpijskim w podnoszeniu ciężarów (1984), jak również dwukrotnym medalistą mistrzostw świata (złoty – 1984, srebrny – 1985), medalistą mistrzostw Azji, igrzysk azjatyckich oraz mistrzostw świata juniorów.

## Sukcesy medalowe

### Letnie igrzyska olimpijskie
- Los Angeles 1984 –  złoty medal (waga musza)

### Mistrzostwa świata
- Los Angeles 1984 –  złoty medal (waga musza) – mistrzostwa rozegrano w ramach zawodów olimpijskich
- Södertälje 1985 –  srebrny medal (waga musza)

### Mistrzostwa Azji
- Tebriz 1984 –  złoty medal (waga musza)

### Igrzyska azjatyckie
- Seul 1986 –  srebrny medal (waga kogucia)

### Mistrzostwa świata juniorów
- Kair 1983 –  brązowy medal (waga musza)[1]